# Franse departementen in Griekenland
De drie Franse departementen in Griekenland werden opgericht ten tijde van de Eerste Franse Republiek door de verovering van de Ionische Eilanden, die tot dan toe bezet werden door de republiek Venetië. Deze annexatie werd bekrachtigd in 1797 met de Vrede van Campo Formio, die namens Frankrijk overigens werd ondertekend door Napoleon Bonaparte.

## Ontstaan en verval
De drie departementen waren:
- Corcyre (prefectuur: Korfoe, op het gelijknamige eiland);
- Ithaque (prefectuur: Argostoli, op het eiland Kefalonia);
- Mer-Égée (prefectuur: Zakynthos, op het gelijknamige eiland).

De departementen kwamen onder Ottomaans-Russisch bewind tussen oktober 1798 en maart 1799, na de inname door een coalitie van het Ottomaanse Rijk en het Russische Keizerrijk, onder bevel van de Russische admiraal Fyodor Ushakov. De inname paste in het kader van de Slag bij Korfoe. Nadien maakten de departementen deel uit van de Republiek van de Zeven Eilanden en zou daarmee de eerste autonome Griekse staat worden sinds de val het het Byzantijnse Rijk in 1453.
De Fransen schaften de drie departementen de jure af in 1802. In datzelfde jaar sloten de Fransen en de Ottomanen het Verdrag van Parijs, waarmee ze vrede sloten.

## Gouverneurs
- 28 juni - september 1797: Antoine Gentili
- september 1797 - maart 1798: Joseph-Claude-Louis Colaud de La Salcette (ad interim)
- maart 1798 - maart 1799: Louis François Jean Chabot

## Commissarissen-generaal
- 28 juni 1797 - november 1797: Antoine Vincent Arnault
- mei - september 1798: Pierre-Jacques Bonhomme de Comeyras
- september 1798 - 3 maart 1799: François Louis Esprit Dubois